# Rabbi Ishmael
Ishmael ben Elisha (o Yshmael; in ebraico רבי ישמעאל‎?; Israele, 90 – Israele, 135) è stato un rabbino ebreo antico Tanna, a cavallo dei primi due secoli e.v..

## Insegnamenti
Gli insegnamenti di Ishmael erano offerti per promuovere la pace e buona volontà tra tutti. "Sii indulgente con la testa canuta", diceva, "e gentile con quella corvina [il giovane]; e incontra ogni persona con atteggiamento amichevole" (Pirkei Avot, iii. 12).
Praticava quello che insegnava. Agiva con considerazione anche con gli estranei e, quando un gentile lo salutava, lui rispondeva cortesemente: "La tua ricompensa è stata preannunciata"; quando qualcun altro le offendeva, lui ripeteva con calma: "La tua ricompensa è stata preannunciata." Questa apparente inconsistenza stupiva i suoi discepoli, per cui Ishmael spiegò citando Genesi 27:29: "Maledetto sia chiunque ti maledice, benedetto sia chiunque ti benedice!" (Talmud di Gerusalemme,  Berakhot, viii. 12a; Gen. R. lxvi. 6).
Ishmael agiva paternamente con i poveri e indigenti, specialmente con le donne nubili povere e malridotte, che lui faceva vestire con eleganza dando loro i mezzi necessari per potersi accasare (Nedarim, ix. 10; 66a).

## Metodologia
Ishmael sviluppò gradualmente un sistema di esegesi halakhica che, mentre andava in parallelo con quella di Rabbi Akiva, si afferma che fosse più logica. Infatti Ishmael stabilì dei principi di metodo logico coi quali si poteva dedurre una legge estraendola da altre leggi e importanti decisioni fondati sulla semplice fraseologia delle Sacre Scritture. Come Rabbi Akiva, anche Ishmael diede avvio ad un vasto campo di ragionamenti induttivi halakhici ma, al contrario di Akiva, Ishmael richiedeva diversamente più di un semplice punto o lettera come base di importanti decisioni (Sanhedrin, 51b).
Ishmael era convinto che la Torah fosse stata data nella lingua dell'Uomo (Yerushalmi Yevamot, viii. 8d; Yerushalmi Nedarim, i. 36c) e che quindi una parola/sillaba che poteva apparire pleonastica non poteva esser presa come base per nuove deduzioni. Discutendo un caso suppositivo con Akiva, una volta esclamò: "Vorrai tu forse decretare morte al rogo sulla base di una singola lettera?" (Sanhedrin, 51b). Il senso letterale (semplice, chiaro) del testo biblico, a prescindere dalle sue figure verbali, era da lui considerata l'unica guida sicura.

### Regole ermeneutiche
Per sostenere tali sue opinioni e dirigerle verso la direzione voluta, Ishamel formalizzò una serie di 13 regole ermeneutiche dalle quali l'Halakhah era derivata dalla Torah. Quale base di queste regole, prese le sette regole di Hillel il Vecchio e su di loro costruì il proprio sistema, che elaborò e rafforzò illustrandolo con esempi presi dalla Scritture. Tali regole furono adottate universalmente dai suoi successori, i Tannaim, e anche dagli Amoraim seguenti, sebbene a volte lui stesso fosse costretto a deviarne.
Ishmael pose anche le fondamenta della Midrash Halakhah per il Libro dell'Esodo, la Mekhilta; come anche una considerevole parte di una midrash simile, la Sifre del Libro dei Numeri, sembra l'abbia scritta lui o i suoi discepoli, ed è nota come "Debe R. Ishmael". Si suppone inoltre che sia stato tra i martiri della Fortezza di Betar